# Paramount Skydance Corporation
Paramount Global initialement ViacomCBS, plus connu sous le nom commercial Paramount, est un conglomérat de médias de masse américain créé le 4 décembre 2019. Son siège est situé au Paramount Pictures à Los Angeles.

## Historique

### Viacom (1986-2019)
Le conglomérat a été formé en plusieurs étapes au cours du 20e siècle par le milliardaire américain Sumner Redstone via plusieurs acquisitions par le biais de sa holding familiale National Amusements (en) : Viacom en 1986, Paramount Communications en 1994, CBS Corporation en 1999 et réseau BET en 2001.
En 2006, le groupe est scindé en deux sociétés distinctes pour plus d'efficacité : CBS Corporation (production, radios, parcs d'attractions…) et le groupe Viacom (MTV, BET, Nickelodeon, Comedy Central, Paramount Pictures…).
Le 29 septembre 2016, National Amusements encourage ses filiales Viacom et CBS Corporation à refusionner afin de créer une « nouvelle synergie ». Le projet est néanmoins abandonné le 12 décembre suivant
Les pourparlers reprennent en janvier 2018. Le 13 août 2019, Viacom et CBS Corporation annoncent la fusion de leurs activités par échange d'actions. Celle-ci est effective le 4 décembre 2019, donnant naissance à ViacomCBS.

### ViacomCBS (2019–2022)
Le nouveau groupe prend dans la foulée une participation de 49 % dans Miramax, propriété de BeIn Media Group, pour 375 millions de dollars.
En septembre 2020, ViacomCBS annonce que sa plateforme de streaming CBS All Access, jusqu'alors exclusivement disponible aux États-Unis, sera renommée en Paramount+ et lancée à l'international en 2021. Elle intègre plusieurs innovations : l'ajout de milliers d'heures de contenus provenant des catalogues du groupe (CBS, BET, MTV, Comedy Central, Smithsonian, Nickelodeon, Paramount Pictures, etc.), la retransmission d'événements sportifs en direct, la notoriété de plusieurs franchises populaires et internationales (Star Trek, Mission impossible, Transformers, Bob l'éponge, South Park, NCIS, Les Experts, La Pat' Patrouille, Sonic, etc.) et la production de 50 séries originales en 2021 et 2022.
En novembre 2020, le groupe allemand Bertelsmann annonce un accord avec ViacomCBS en vue du rachat du groupe d'édition Simon & Schuster pour plus de 2 milliards de dollars. La vente devrait être finalisée en 2021, sous réserve de l'aval des autorités américaines de la concurrence.
En avril 2021, ViacomCBS rachète la chaîne de télévision chilienne privée Chilevisión à WarnerMedia.
Le 4 mars 2021, Paramount+ est lancée en Amérique du Nord et en Amérique latine, suivie par la Scandinavie le 25 mars et l'Australie le 11 août.
En août 2021, ViacomCBS annonce la signature de deux accords avec son grand rival Comcast pour un déploiement en Europe à partir de 2022 : 
- un accord de distribution commun avec l'opérateur européen Sky, propriété de Comcast, qui prévoit de lancer Paramount+ via le réseau Sky en Grande-Bretagne, Irlande, Allemagne, Italie, Autriche et Suisse[9]. Un accord similaire est annoncé avec le groupe Canal+ pour un lancement de Paramount+ en France en décembre 2022 ;
- le lancement dans 22 pays européens d'une plateforme de streaming.

### Paramount Global (2022-2025)
Le 16 février 2022, au cours d'une conférence destinée aux actionnaires, le groupe ViacomCBS officialise son changement de dénomination pour devenir Paramount Global (simplifié en Paramount dans sa communication).
En juillet 2024, Skydance Media annonce l'acquisition de Paramount Global pour 8 milliards de dollars. En juillet 2025, la Commission fédérale des communications donne son autorisation pour procéder à l'acquisition.

### Paramount Skydance Corporation (depuis 2025)
Le 7 août 2025, Paramount Global devient Paramount Skydance Corporation suite à la fusion de Paramount Global et Skydance Media. National Amusements sera fusionnée dans Paramont Skydance.

## Activité
L'activité du conglomérat se concentre dans le monde du cinéma, de la télévision, de l'édition et des médias numériques. Il exploite ainsi plus de 170 réseaux de télévision et de radio, atteignant environ 700 millions de ménages dans 171 pays[réf. nécessaire].
Secteurs d'activité
- Production et distribution de films et de programmes TV : Paramount Pictures, CBS Television Network, CBS Television Studios, CBS News, CBS Studios International, CBS Television Distribution, Nickelodeon Animation Studio, CBS Interactive, CBS Sports Network, CBS Films, Miramax (49 %), Rainbow (30 %) ;
- Exploitation de chaînes TV : Showtime Networks (Showtime, The Movie Channel et Flix), Smithsonian Networks, CBS Television Stations, chaînes de réseaux MTV (MTV, MTV2, MTV Digital, VH1, VH1 Classic, Country Music Television, Harmonix, Spike TV, etc.), Comedy Central, Logo TV, Pop TV, Nickelodeon, Black Entertainment Television (BET, BETJ, BET Gospel, , etc.), The CW (50%), Network 10 (en Australie), Channel 5 (au Royaume-Uni), Telefe (Argentine), Chilevisión (Chili) ;
- Exploitation de portails de contenus en streaming : Paramount+ (ex-CBS All Access), Pluto TV, Showtime Anytime ;
- Événementiel, sports et nouveaux médias : VidCon, Bellator mixed martial arts, Awesomeness ;
- Édition de livres : Simon & Schuster, Pocket Books, Scribner, Gallery Books, Atria Books.

## Principaux actionnaires
À travers un montage juridique et financier complexe, la famille Redstone contrôle le groupe via la holding familiale National Amusements et ses affiliées, détenant 10,2 % des parts du conglomérat mais 79,4 % des droits de vote.
Actionnariat (au 6 février 2023) :
- Berkshire Hathaway, Inc. (Investment Management) : 15 %
- The Vanguard Group : 9,08 %
- SSgA Funds Management : 5,39 %
- Sumner Redstone National Amusements Trust : 4,52 %
- TCI Fund Management : 3,55 %
- Capital Research & Management Co : 2,55 %
- Franklin Mutual Advisers LLC : 1,91 %
- BlackRock Fund Advisors : 1,90 %
- Charles Schwab Investment Management, Inc. : 1,88%
- Susquehanna Financial Group LLLP : 1,85%